# Ronald Good
Ronald D'Oyley Good (5 de marzo de 1896-11 de diciembre de 1992) fue un botánico inglés.

## Biografía
En la Universidad de Hull, fue uno de los más grandes contribuyentes la colección de su herbario, con más de 3.500 especímenes. A muchos los colectó en Dorset y en East Yorkshire, pero también los hay de la región de Somme en Francia, de junio de 1917, donde él peleó y fue herido durante la Primera Guerra Mundial. La mayoría de los especímenes de East Yorkshire parecen ser parte de un estudio sistemático de la flora del vicecondado, pero el listado en cuestión nunca se publicó.

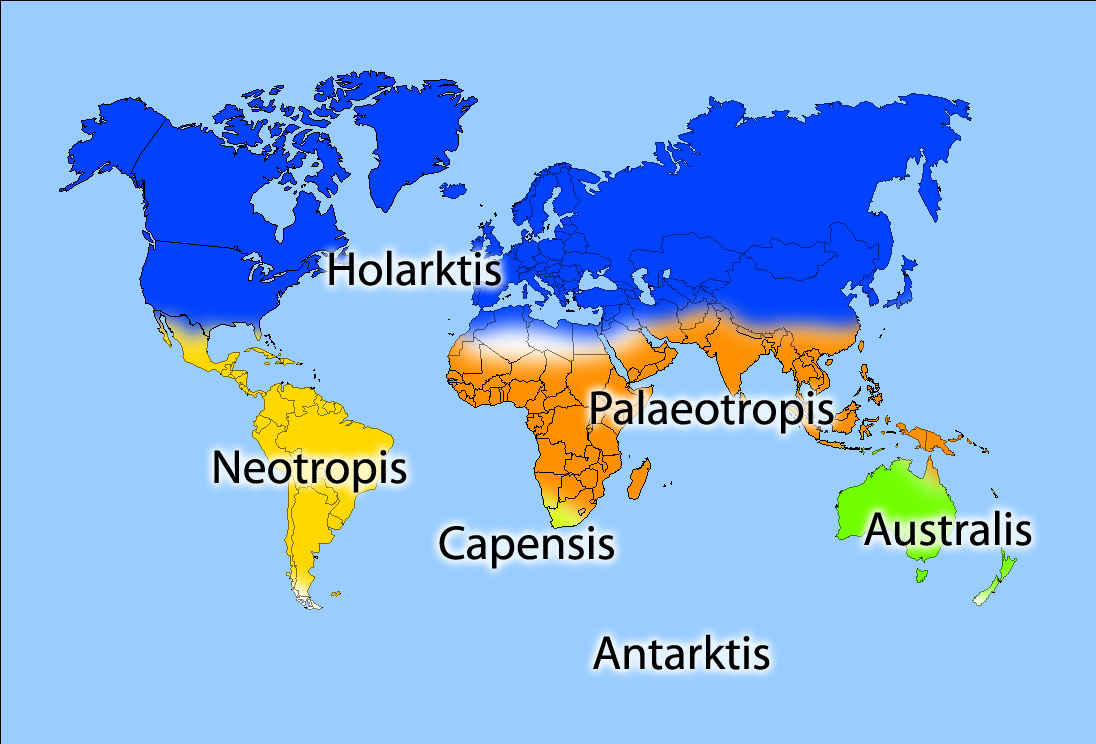
Los seis reinos florísticos de Good & Takhtajan

## Obra
- 1984. A Concise Flora of Dorset. 226 pp. ISBN 0-900341-19-X ISBN 978-0-900341-19-9

- 1981. The Philosophy of Evolution. Ed. Dovecote Press. 182 pp.

- 1966. The old roads of Dorset. Ed. H.G. Commin, 166 pp.

- 1956. Features of evolution in the flowering plants, London, Longmans, Green & Co.

- 1955. Plant Geography. Ed. California Academy of Sci. 19 pp.

- 1950. Madagascar and New Caledonia. A problem in plant geography. Blumea 6: 470–477

- 1948. A Geographical Handbook of the Dorset Flora. Including a Chapter on the Soils of Dorset by K. L. Robinson. 247 pp.

- 1947. The geography of flowering plants, London, Longmans, Green & Co. 2ª ed. 1953, 3ª ed. 1964, 4ª ed. 1974. 557 pp.

- 1933. Plants and Human Economics. Ed. The University Press. 202 pp.

- 1931. A theory of plant geography. New Phytology 30 (3): 149–171

## Honores

### Epónimos
- Calycobolus goodii Heine
- Cephalophyllum goodii L.Bolus
- Lobelia goodii E.Wimm.
- Mesembryanthemum goodiae N.E.Br.
- Psychotria goodii Figueiredo
- Roella goodiana Adamson
- Ruschia goodiae L.Bolus
- Senecio goodianus Hand.-Mazz.[1]
- Thismia goodii Kiew

- La abreviatura «R.D.Good» se emplea para indicar a Ronald Good como autoridad en la descripción y clasificación científica de los vegetales.[2]